# Le Piège de Huda
Pour plus de détails, voir Fiche technique et Distribution.
Le Piège de Huda (arabe : صالون هدى ; anglais : Huda's Salon) est un film palestinien réalisé par Hany Abu-Assad, sorti en 2021.

## Synopsis
Reem est une femme et mère palestinienne. Un jour, elle se rend dans le salon de coiffure de Huda. Cette dernière est alliée à Israël et place Reem dans une situation déshonorante. La faisant chanter, elle contraint Reem à travailler pour les services secrets israéliens et donc de trahir son peuple. Plus tard, dans la nuit, la coiffeuse Huba est arrêtée par un représentant de la résistance palestinienne. Reem et sa famille se retrouve dans l'incertitude.

## Fiche technique
Sauf indication contraire, les informations mentionnées dans cette section peuvent être confirmées par les bases de données cinématographiques IMDb et Allociné,  présentes dans la section « Liens externes ».
- Titre français : Le Piège de Huda
- Titre arabe : صالون هدى
- Titre original anglais : Huda's Salon
- Réalisation : Hany Abu-Assad
- Scénario : Hany Abu-Assad
- Musique : Jeffrey van Rossum
- Décors : Amada Atallah
- Costumes : Nael Kanj
- Photographie : Ehab Assal, Peter Flinckenberg
- Montage : Eyas Salman
- Son : Raja Dubayeh
- Production : Hany Abu-Assad, Amira Diab, Mohamed Hefzy
- Société de production : Film-Clinic, H&A Productions, Cocoon Films, Doha Film Institute
- Société de distribution : Destiny Films (France)
- Pays de production :  Palestine,  Égypte,  Pays-Bas,  Qatar
- Langue originale : arabe
- Format : couleur
- Genre : espionnage, thriller
- Durée : 90 minutes
- Dates de sortie :
  - Émirats arabes unis : 28 janvier 2021
  - France : 1er février 2023

## Distribution
Sauf indication contraire, les informations mentionnées dans cette section peuvent être confirmées par la base de données cinématographiques Allociné,  présente dans la section « Liens externes ».
- Manal Awad : Huda
- Ali Suliman : Hasan
- Maisa Abd Elhadi : Reem
- Samer Bisharat : Said
- Kamel El Basha : le docteur

## Accueil

### Accueil critique
En France, le site Allociné donne la note de 2,8⁄5, après avoir recensé et interprété 11 critiques de presse.
Pour Laurent Cambon (aVoir-aLire), « Le Piège de Huda peut se regarder comme un simple film d’espionnage. Plus profondément, il faut l’envisager comme un thriller complexe et tendu où, à travers les personnages tiraillés par leurs contradictions, toute la Palestine est questionnée dans les fondamentaux culturels et politiques qui la sous-tendent. ».
Pour François Forestier (L'Obs), « Hany Abu-Assad, s’inspirant d’événements réels, raconte en longs plans mobiles une histoire tragique, faite de traîtrise, de résistance, de défis. Tourné à Bethléem et à Nazareth, le film emprunte au polar sa structure et à la tragédie sa conclusion. Du cinéma politique, impitoyable et juste. ».
Pour Baptiste Thion (Le Journal du dimanche), « ce thriller politique porté par deux excellentes comédiennes déploie une tension constante, alternant entre l’interrogatoire de Houda dans un sous-sol et la vie bouleversée de sa cliente à l’extérieur. Au fil de longues séquences, le réalisateur de Paradise Now (2005) pointe avec un certain courage les conséquences du conflit israélo-palestinien et les méthodes de la résistance dans une société patriarcale figée. Traitresse ou victime, les femmes payent là encore le prix fort. ».
Pour Samuel Douhaire (Télérama), « La première scène est formidable, qui démarre comme une chronique féminine piquante dans un salon de coiffure à Bethléem, avant de basculer sans prévenir dans le thriller, sur fond de géopolitique. La suite est, malheureusement, plus convenue avec un suspense un peu forcé et des dialogues au didactisme trop appuyé. ».
Thierry Chèze (Première) est un peu plus nuancé quant au résultat de ce film. Pour lui, le « nouveau Hany Abu- Assad (Paradise Now) part fort mais peine à tenir la distance sur 90 minutes où la tension naturelle des premiers instants s’abime dans des situations trop convenues pour atteindre le niveau de suspense ambitionné. ».

## Distinctions
(en) Récompenses pour Le piège de Huda sur l’Internet Movie Database

### Sélections
- Festival international du film de Nashville 2021
- Festival international du film de Valladolid 2021
- Festival international du film de Toronto 2021